# Битва Любви и Целомудрия
«Битва Любви и Целомудрия» — картина итальянского художника эпохи итальянского Возрождения Пьетро Перуджино, написанная в 1503—1505 годах по заказу и проекту Изабеллы д’Эсте, маркизы Мантуи, для её студиоло (кабинета) в Палаццо Дукале. На картине изображена символическая борьба между целомудрием и плотской любовью. Среди многочисленных мифологических фигур можно увидеть Палладу, Диану, Венеру, Купидона, Аполлона, Дафну, Юпитера, Европу, Меркурия, Главцеру, Полифема, Галатею, Плутона, Прозерпину, Нептуна и другие персонажи античной мифологии.
В 1627 году герцог Карл I выкупил полотно у семьи Гонзага, позже подарил её кардиналу Ришельё. С 1801 года оно хранится в Лувре, выставлено на постоянной экспозиции музея в зале 710 (инв. INV 722; MR 401).

## История и описание студиоло

### Студиоло Изабеллы д’Эсте
Изабелла д’Эсте — одна из первых коллекционеров современного искусства и первая, кто создавал свой личный кабинет (или студиоло) с учётом его музейной функции. Изначально кабинет располагался в замке старого Кастелло ди Сан Джорджио, а в 1523 году она переместила его на первый этаж в Корте Веккио герцогского дворца. Для украшения студиоло маркиза заказала несколько картин: «Парнас» (1497) и «Триумф добродетели» (1502) у Андреа Мантеньи, «Битва Любви и Целомудрия» у Перуджино (1505), «Коронация Изабеллы д’Эсте» (1506) и «Царство Комуса» (1511) у Лоренцо Косты. По её замыслу, все 5 картин должны были быть одного размера, с одинаковыми по размеру фигурами на переднем плане, освещёнными одним источником естественного света. На воплощение идеи маркизы ушло 12 лет. 

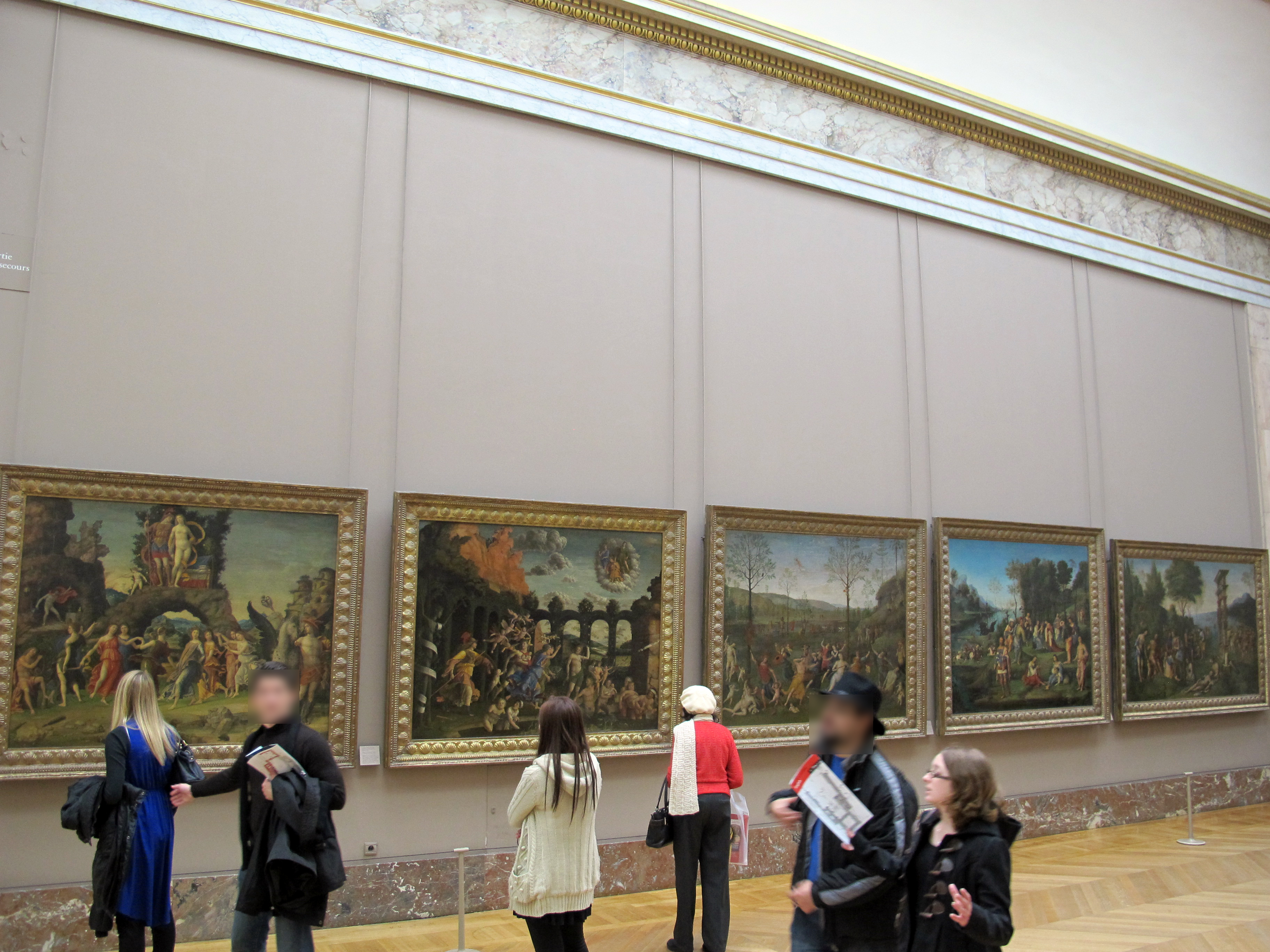
Картины из студиоло д’Эсте, выставленные в Лувре. Слева направо: «Парнас», «Триумф добродетели», «Битва Любви и Целомудрия», «Коронация Изабеллы д’Эсте» и «Царство Комуса»

 Тема для полотна «Битва Любви и Целомудрия», возможно, была предложена придворным поэтом Изабеллы Париде да Чересара и навеяна поэмой Франческо Петрарки «Триумфы» (хотя из сохранившейся переписки маркизы и художника видно, что Изабелла сама принимала непосредственное участие в разработке замысла картины). Художники часто обращались к поэме Петрарки «Триумфы», написанной в XIV веке на итальянском языке и показывающей в аллегорической форме человеческую жизнь, борьбу против страстей и мимолётность человеческого бытия. Самой любимой их частью был «Триумф любви». Этот сюжет был особо популярен в Тоскане, где его использовали при оформлении подносов и кассоне (мастерская Аполлонио ди Джованни, Либерале да Верона). Также художники черпали вдохновение и в части «Триумф целомудрия», что порой принимало такие формы, как «Похороны Амура» (Анри Лерамбер), или «Триумф чистоты и любви» (Франческо ди Стефано), или же «Битва Любви и Целомудрия».

### Пьетро Перуджино

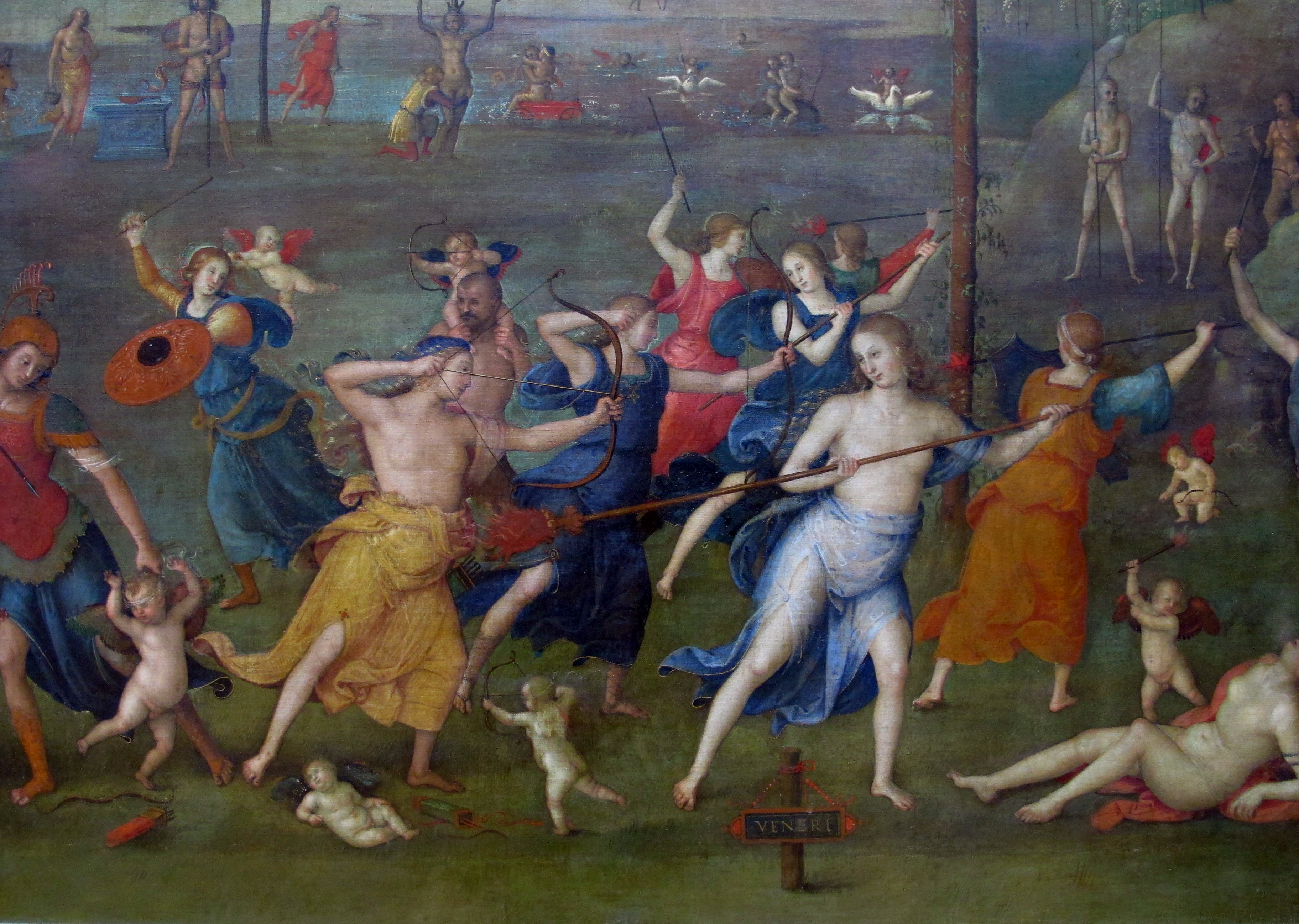
Центральная сцена — битва между Дианой (слева) и Венерой (справа). «Битва Любви и Целомудрия» (фрагмент)

В отличие от первых двух картин «Парнас» и «Триумф добродетели», выполненных придворным мантуанским художником Андреа Мантеньи, третью Изабелла д’Эсте решила заказать уроженцу Перуджи — Пьетро ди Кристофоро Ваннуччи, прозванному по месту своего рождения Пьетро Перуджино. После работы в Сикстинской капелле он стал одним из наиболее значительных живописцев Италии, а потому маркиза стремилась пополнить свою коллекцию его работой. Изабеллу даже не смущал факт, что мастер жил и работал во Флоренции или Перудже, писать заказанную картину собирался там же, а потому маркиза не имела возможности видеть картину на этапе создания, а все детали и пожелания вынуждена была обсуждать посредством переписки. Переговоры с Перуджино Изабелла начала вести в 1497 году, но только 19 января 1503 года уполномоченный маркизы Франческо Малатеста заключил договор с живописцем. За свою работу, согласно этому договору, Перуджино получил 100 дукатов.
Из сохранившейся переписки следует, что маркиза точно понимала, какая именно картина ей нужна, а также что и как на ней должно быть изображено. Она подробно изложила свои мысли художнику, а также прикрепила к письму рисунок-набросок, который должен был служить Перуджино наглядной иллюстрацией её идеи. Отступать от задумки Изабеллы позволялось лишь в мелочах. За ходом работы над картиной Д’Эсте «следила» через своих поверенных, и когда те сообщили, что Перуджино изобразил Венеру обнажённой, а не как было условлено ранее, Изабелла выразила художнику протест. Она настойчиво добивалась от живописца максимально точного, даже буквального выполнения заказа. Тем не менее, когда картина была доставлена, маркиза была не полностью удовлетворена результатом. Так, она заявила, что предпочла бы, чтобы картина была написана маслом, а не темперой (хотя темперу художник использовал именно по её указанию).

Маркизу также не устроили позы некоторых фигур, их размер, а также простор пейзажа. На недовольство Изабеллы могли повлиять и сроки исполнения заказа. Картина должна была быть написана к июню 1503 года, но в это время её агенты информируют, что работа далека от завершения. Затягивание процесса художник объяснял проблемами со здоровьем. Только 9 июня 1505 года он завершил проект, а 14 июня получил остаток гонорара — 80 дукатов.

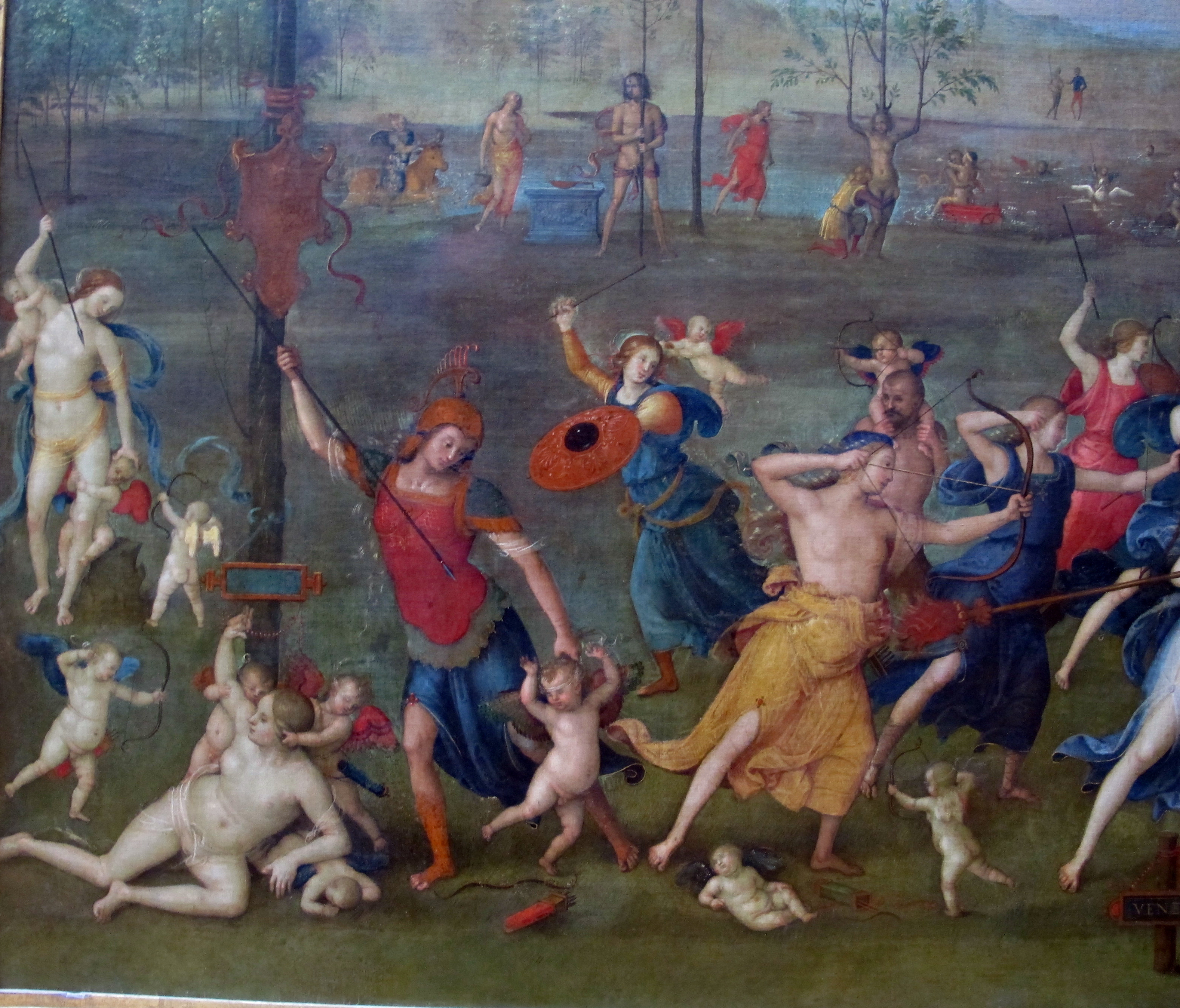
Паллада, замахивающаяся копьём на побеждённого Купидона. «Битва Любви и Целомудрия» (фрагмент)

### Картина
На полотне размером 160 на 191 см, на фоне пологих холмов Перуджино изобразил борьбу между целомудрием, которое символизируют Паллада и Диана и плотской любовью (Венера и Купидон). Паллада изображена в красных доспехах и шлеме слева от центра. Она держит маленького Купидона левой рукой, а правой замахивается на него копьём, готовясь поразить своего соперника. Купидон, пытаясь вырваться из крепких рук богини, выронил свой сломанный лук. За Палладой находится её символы: оливковое дерево, на котором сидит маленькая сова, а также щит с головой Медузы Горгоны. В центре происходит битва между Дианой и Венерой. Диана побеждает, её лук уже готов выстрелить; её рука не дрогнет, даже несмотря на то, что от прикосновения Венеры на ней воспламенились одежды. За Венерой располагается посвящённое ей дерево мирт, на которое залез маленький путти.
Вокруг этих четырёх главных персонажей на первом и втором плане происходит борьба между нимфами, которые также символизируют целомудрие, с толпой фавнов, сатиров и купидонов — символами плотской любви. На заднем плане изображены ещё несколько мифологических героев, символизирующих борьбу и победу Целомудрия над плотской любовью: Аполлон, обнимающий Дафну, превратившуюся в лавровое дерево; Меркурий (в небе), парящий над преследуемой им нимфой Глауцерой (в красном платье); Нептун с нимфой, превращающейся в чёрного ворона; Юпитер в виде быка, несущий на себе Европу; Плутон, пытающийся утащить Прозерпину в подземное царство; циклоп Полифем и Галатея.

### Критика
О. Г. Махо отмечает, что такое множество деталей и аллегорий, связанных с развернутым мифологическим повествованием, типичны для композиций типа «storia», считающихся высшей формой живописи в XV веке. Между тем она считает неудачной попытку поиска компромисса между индивидуальной манерой художника и требованиями заказчицы, так как конечный результат не удовлетворил ни одну из сторон.
С другой стороны, исследователи обращают внимание, что диктат Изабеллы своего видения концепции полотна априори подразумевал 1) отождествление маркизы с фигурами Дианы и Паллады и 2) свидетельствование о её добродетельности и целомудрии. Вместе с тем, отмечают интерпретаторы, «Битву Любви и Целомудрия» необходимо рассматривать с точки зрения двойственности значения целомудрия. Картина не является похвалой «Триумфу» целомудренной Изабеллы против роскоши и похоти, такого достигнуто не было. В эпоху патриархального порядка, который использовал целомудрие для удержания женщин изолированными от общества, Изабелла д’Эсте, как и её мать Элеонора Арагонская, являлись женщинами-лидерами, что подразумевало под собой активное участие в общественной жизни государства. Поэтому целомудрие здесь следует воспринимать в значении добродетели, а не в значении воздержания; Сила духа и Благоразумие, а не Воздержанность являются его составляющими частями.
Исследователи также обращают внимание на «глубокое беспокойство», которое вызывает на первый взгляд этот безобидный сюжет (несмотря на присутствие в названии слова «Битва», на картине нет сцен убийства, крови и т. д., а само действо больше напоминает танец, чем сражение). Тем не менее, если присмотреться, полотно изобилует жестокими деталями, которые заметно расходятся с хореографической композицией художника: Паллада и Диана смертельно вооружены, оспаривая тем самым область чисто мужских прерогатив, Купидон вот-вот будет проткнут копьём, сатир таскает голую женщину за волосы и т. д. Таким способом художник изобразил психомахию, или «борьбу душ» между добром и злом, между человеческими склонностями.

### Лувр, Париж
Через три года после смерти маркизы д’Эсте, её нотариусом Одоардо Стивини был составлен каталог из 1600 предметов, хранящихся в её личном кабинете (известный как Инвентарь Стивини, 1542 г.), в котором под номером 202 упоминается «Битва Любви и Целомудрия»: «… другая живописная картина, около вышеописанной, такого же размера, написанная рукой покойного Пьетро Перуджино, на которой изображены многочисленные амуры и много других фигур нимф, подстрекаемых этими амурами, и некоторое количество деревьев и растений». 

В 1627 году Карл I купил у одного из последних герцогов Гонзага картины, украшавшие студиоло д’Эсте. Позже он подарил их кардиналу Ришельё, таким образом они оказались во Франции. После Великой французской революции полотна были включены в коллекцию Лувра. Сейчас все они выставляются рядом в зале № 701 (см. иллюстрацию).

Картины из студиоло д'Эсте, ныне хранящиеся в Лувре
Андреа Мантенья. «Парнас». 1497. Холст, темпера, 159 х 192 см. Инв. INV 370; MR 340
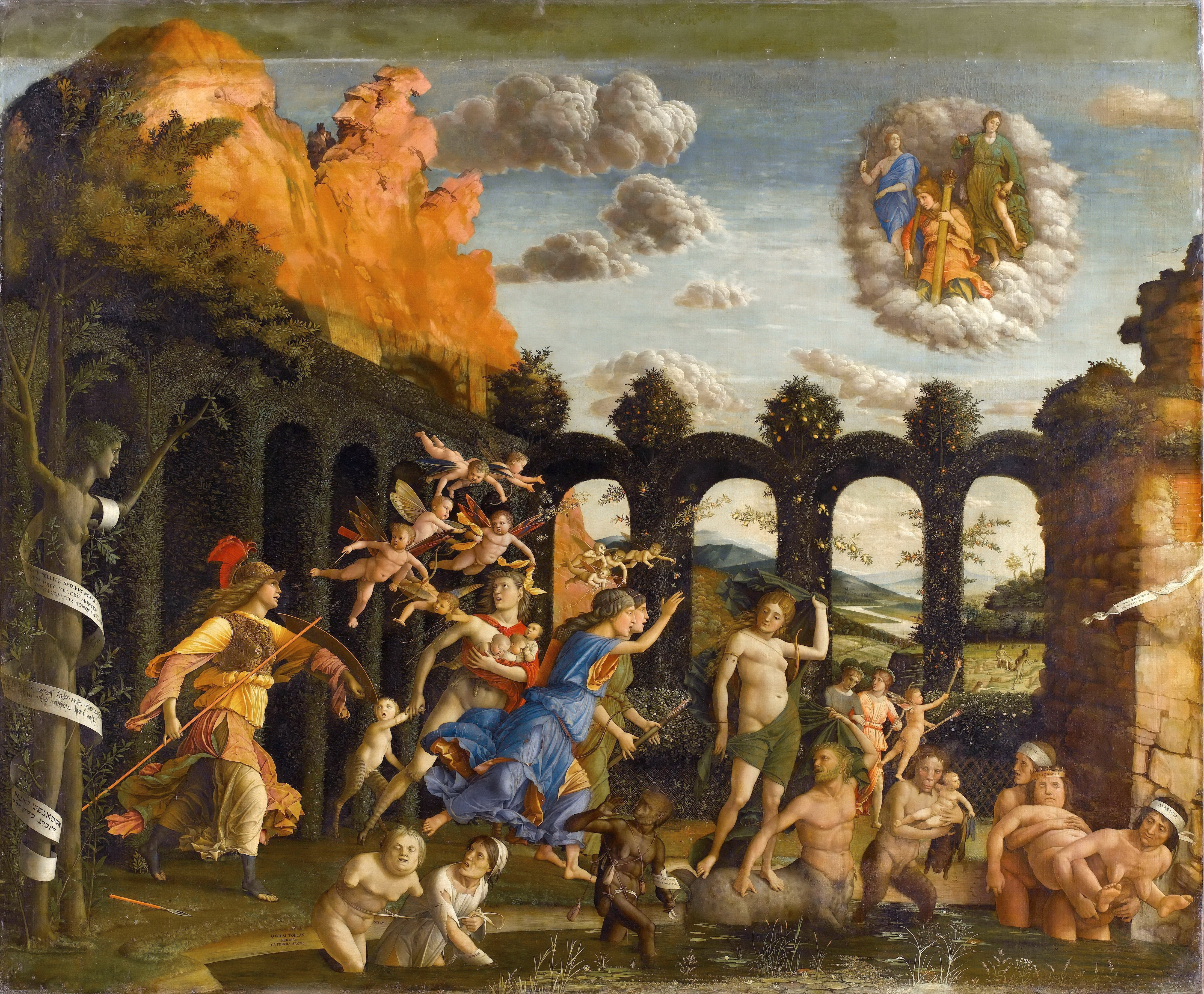
Андреа Мантенья. «Триумф добродетели». 1502. Холст, темпера, 160 х 192 см. Инв. INV 371; MR 339
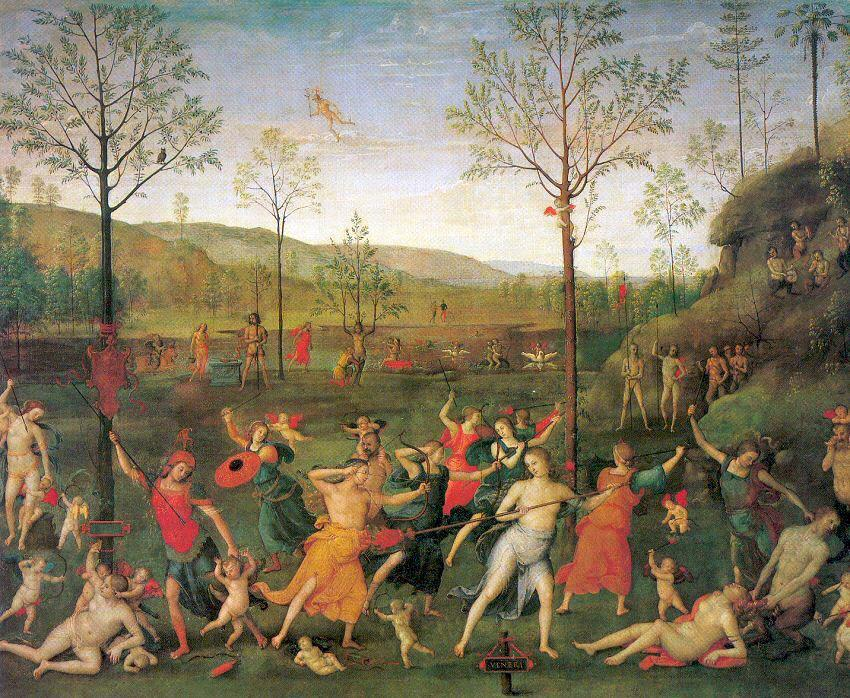
Перуджино. «Битва Любви и Целомудрия». 1505. Холст, темпера, 160 х 191 см. Инв. INV 722; MR 401
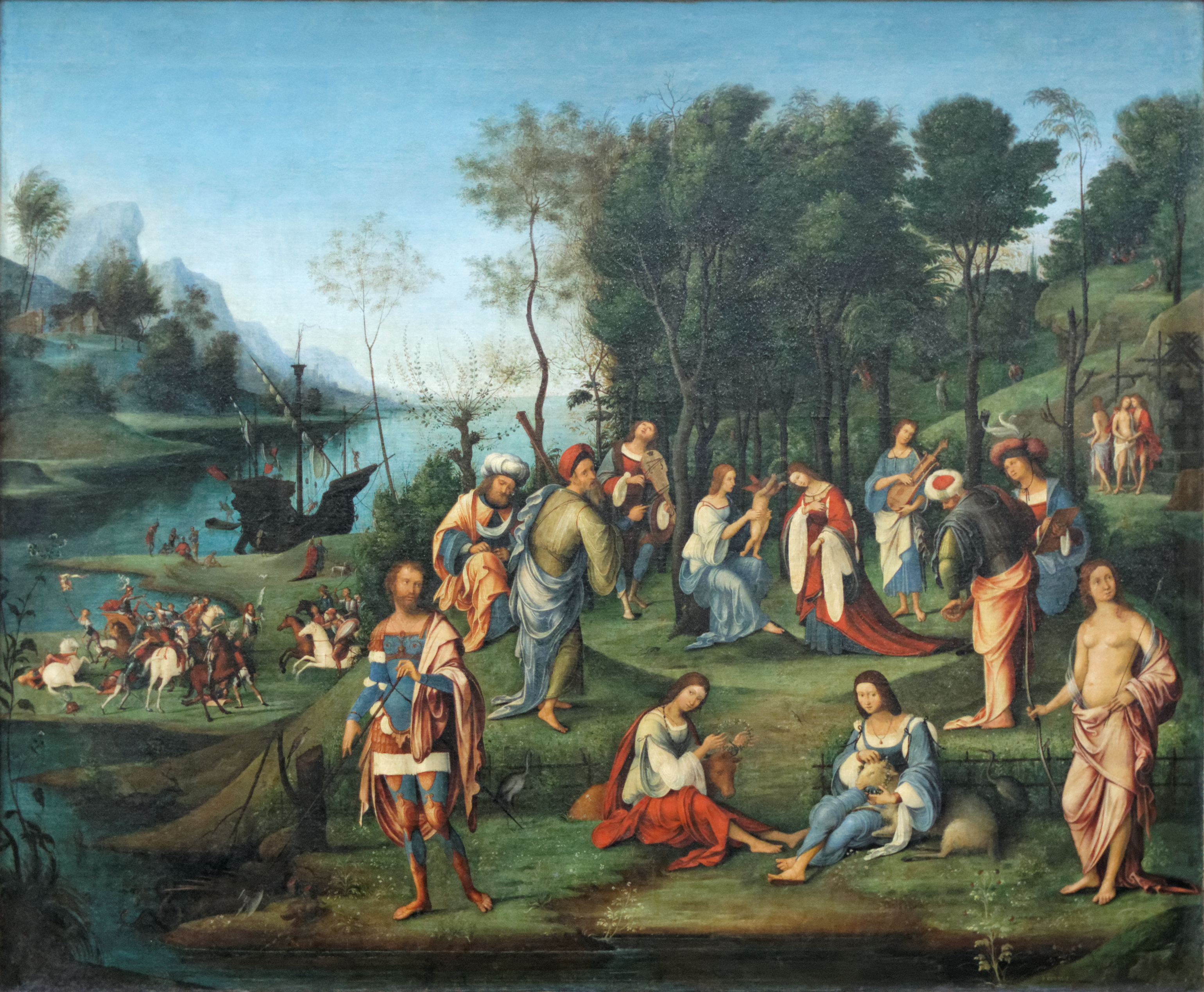
Лоренцо Коста. «Изабелла д'Эсте в царстве Гармонии (Аллегория коронования Изабеллы д'Эсте)». 1506. Холст, темпера, 165 х 198 см. Инв. INV 255; MR 168
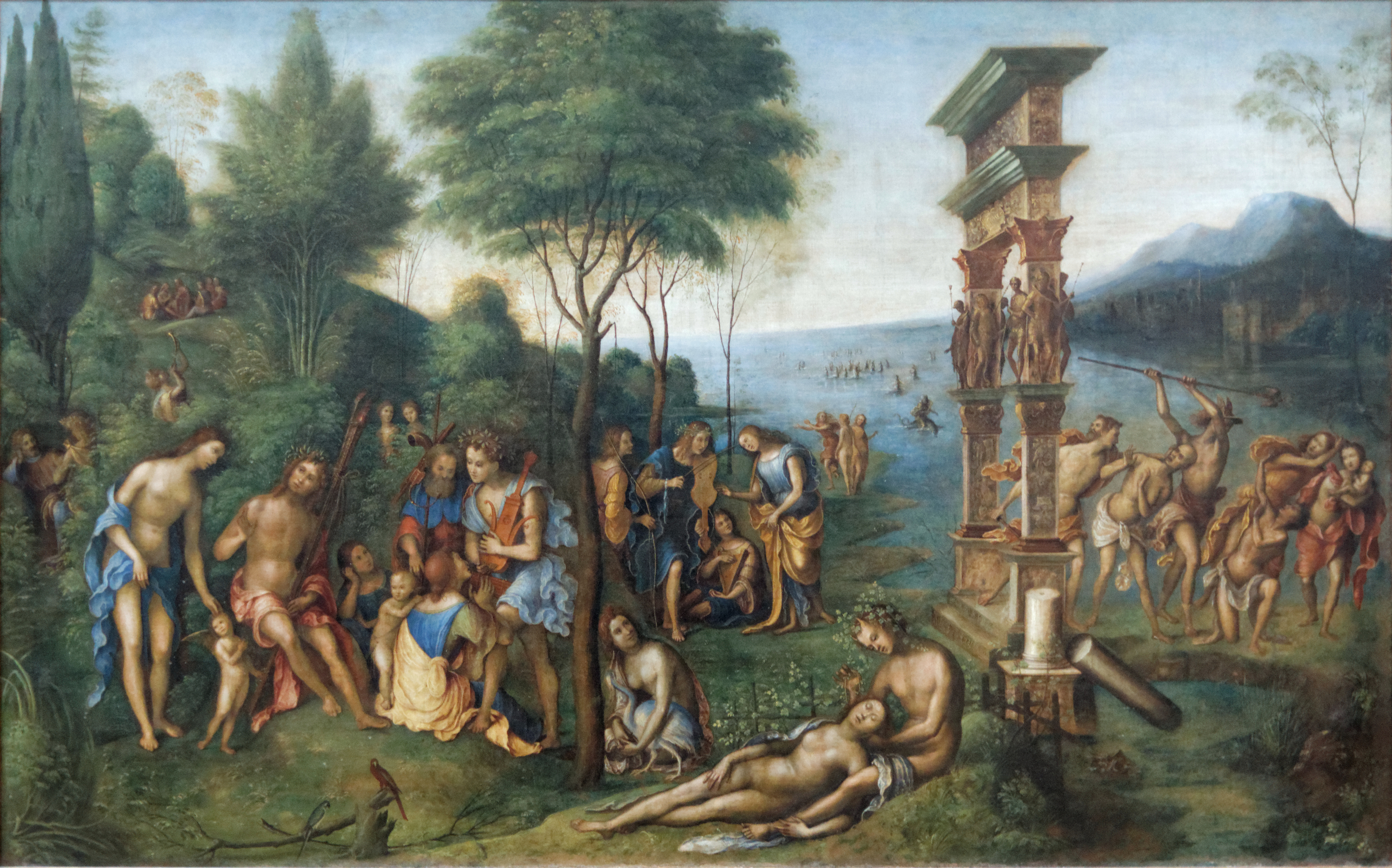
Лоренцо Коста. «Правление бога Комуса». 1511. Холст, темпера, 152 х 183 см. Инв. INV 256; MR 341

## Переписка Изабеллы д’Эсте с Перуджино
«Битва Любви и Целомудрия» — одна из наиболее тщательно задокументированных картин, созданных в XVI веке. При этом исследователи отмечают, что само полотно обычно считается менее интересным, чем сохранившаяся по ней объёмная переписка, насчитывающая 76 писем, среди которых 53 — непосредственно между Изабеллой д’Эсте и Перуджино.
В одном из них маркиза подробно описывает, что и как должен изобразить художник на полотне:

«Наш поэтический замысел, который мы очень желаем, чтобы вы изобразили, — это битва Целомудрия и Любви, то есть решительное сражение Паллады и Дианы против Венеры и Купидона. Паллада должна быть показана почти победившей Купидона, сломавшей золотую стрелу и бросившей на землю его серебряный лук, держащей его одной рукой за ленту, которую этот слепой носит на своих глазах, а другой рукой поднявшей копьё, которым она готова поразить его. А Диана, сражающаяся с Венерой, должна явить себя, чтобы показать, что она равна с ней [Палладой] в своей победе; ею должна быть поражена в одном месте кожа Венеры, её корона и гирлянда или же только небольшое покрывало, скрывающее её тело; у Дианы должны загореться одежды из-за прикосновения Венеры, но никак иначе ни одна из них не должна быть ранена. После этих четырёх божеств самые целомудренные нимфы, следующие за Палладой и Дианой, в разных позах и с разными жестами, какие покажутся вам приятными, должны ожесточённо сражаться с могучей толпой фавнов, сатиров и тысячью разных купидонов. И эти амуры должны быть меньше, чем первый, и не с серебряными луками или золотыми стрелами, но из каких-то более простых материалов, например из дерева или железа, как вы решите. И чтобы добавить больше выразительности и декоративности изображению, за Палладой пусть будет оливковое дерево, посвящённое ей, на котором будет висеть её щит с головой Медузы и на ветвях которого будет сидеть сова, ведь это птица Паллады. Позади Венеры пусть будет мирт, как дерево более всего ей любезное. Но для большей красоты нужен просторный пейзаж, то есть река или море, откуда видно, как спешат на помощь Амуру фавны, сатиры и многочисленные купидоны; одни могут быть изображены плывущими, другие летящими или едущими на белых лебедях, все стремящиеся принять участие в этом деле. На берегу этой реки или моря — Юпитер с другими богами, как враг Целомудрия, превратившийся в быка, который несёт на себе прекрасную Европу, и Меркурий, который, словно орёл над своей добычей, кружится над нимфой Паллады по имени Глауцера, державшей в руках ларец с вещами, посвящёнными этой богине. И циклоп Полифем, который одним глазом смотрит на Галатею, а Феб — на Дафну, почти превратившуюся в лавровое дерево, и Плутон, который схватил Прозерпину и тащит её в своё подземное царство, и Нептун, который поймал нимфу, что почти полностью превратилась в ворона. Я присылаю вам все эти детали в маленьком рисунке, так, чтобы сразу и из написанного, и из рисунка вы поняли мои желания в этом предмете. Но если вам покажется, что получается слишком много фигур для одной картины, вы можете сокращать их количество до тех пор, пока неизменным останется главный замысел, воплощённый в этих первых четырёх фигурах: Паллады, Дианы, Венеры и Амура. Если никаких неудобств не возникнет, я буду довольна. Вы свободны в сокращении количества фигур, но ничего не добавляйте к ним. Пожалуйста, придерживайтесь этой договорённости. 19 января 1503 года».
Искусствовед, специалист по искусству итальянского Ренессанса П. Алёшин считает переписку Изабеллы д’Эсте важным историческим документом, который наглядно показывает, как на рубеже XV—XVI веков менялось отношение к художникам. Если раньше они воспринимались знатью как ремесленники и слуги, а их ремесло считалось по статусу ниже, чем литература, то в XVI веке отношение к ним качественно изменилось, что положительно сказалось и на их социальном качестве. П. Алёшин обращает внимание на то, как Изабелла д’Эсте общается с Перуджино, позволяя себе навязывать ему своё видение творчества, и как она выстраивает отношения с Леонардо да Винчи, упрашивая его написать свой портрет или любую другую картину: «… попросить вас, чтобы, когда вы устанете от работы… вы написали для нас, отдыхая, небольшую фигуру, что будет для нас такой великодушной услугой…» Также П. Алёшин замечает, что Альфонсо I д’Эсте уже сам занимается живописью, что было немыслимо для правителей Раннего Возрождения, и принимает у себя с необыкновенными почестями Микеланджело и Тициана.

## Выставки
В настоящее время картина представлена в постоянной экспозиции Лувра в зале 710. Крупнейшие выставки:
- 1994—1995 — Выставка «Изабелла д`Эсте», Вена, Музей истории искусств;
- 2008—2009 — Выставка, посвящённая Андреа Мантенье, Париж, Лувр;
- 2014—2015 — Le Perugin, Париж, Музей Жакмар-Андре;
- 2018—2019 — «Голый Ренессанс», Лос-Анджелес, Музей Пола Гетти;
- 2019 год — «Голый Ренессанс», Лондон, Королевская академия художеств;
- 2011 год — «Ришельё в Ришельё», Тур, Музей изящных искусств[13].